# Tussenwater (stacja metra)
Tussenwater – stacja metra w Rotterdamie, położona na linii C (czerwonej) i D (błękitnej). Została otwarta 4 listopada 2002. Stacja znajduje się w dzielnicy Hoogvliet.